# Никулинское сельское поселение (Чувашия)
Нику́линское се́льское поселе́ние (чув. Никулино ял тӑрӑхӗ) — муниципальное образование в Порецком районе Чувашии Российской Федерации.
Административный центр — село Никулино.

## История
Статус и границы сельского поселения установлены Законом Чувашской Республики от 24 ноября 2004 года № 37 «Об установлении границ муниципальных образований Чувашской Республики и наделении их статусом городского, сельского поселения, муниципального района и городского округа»

## Население
| 2010 | 2012 | 2013 | 2014 | 2015 | 2016 | 2017 |
| ---- | ---- | ---- | ---- | ---- | ---- | ---- |
| 438  | ↘413 | ↘402 | →402 | ↘387 | ↘375 | ↘362 |
| 2018 | 2019 | 2020 | 2021 |      |      |      |
| ↘344 | ↘337 | ↘318 | ↘312 |      |      |      |

## Состав сельского поселения
| № | Населённый пункт | Тип населённого пункта       | Население |
| - | ---------------- | ---------------------------- | --------- |
| 1 | Заречный         | посёлок                      | ↘32       |
| 2 | Зелёный Дол      | посёлок                      | ↗35       |
| 3 | Никулино         | село, административный центр | ↗324      |
| 4 | Ниловка          | посёлок                      | ↘18       |
| 5 | Степное Коровино | посёлок                      | ↗66       |